# Почаєвичі
Почає́вичі — село Дрогобицького району Львівської області (Україна). Село на березі річки Тисмениці, за 6 км на схід від Дрогобича, ліворуч від дороги Дрогобич-Львів.

## Назва
Історична назва: Почайовичі. Побутують варіантні назви: Почайовичі, Почивичі. Назву виводять від слова «початок» — початку давньої дороги, якою з Дрогобича доправляли возами сіль у східному напрямку. Вчені М. Худаш і М. Демчук виводять топонім Почаєвичі від особової назви Почай з первісним значенням «почайовичі» — рід (або піддані) Почая, хоча існування такого патроніма в матеріалах зі слов'янської антропології не подали. Але відомий учений К.Тищенко висунув вірогіднішу версію про походження топонімів з основою Поч(а)-, зокрема, Почайна, Почаїв, Почанка тощо, від прийменника по- і -otj-, тобто «післяготських». Тими «післяготськими» якраз і могли бути місійні монахи — «голу(о)би» середини-другої половини I тисячоліття. На них вказує і мікротопонім Жолоб, імовірно від слова «голу(о)б». Нинішня назва села усталилась у XIX ст.

## Історія
20 серпня 1409 року король Владислав ІІ Яґайло подарував села Почаєвичі та Гаї Верхні й Нижні Дрогобицького повіту Станіславові Коритку з правом спадкоємства.
1 серпня 1934 р. було створено гміну Нойдорф в дрогобицькому повіті з центром в селі Нойдорф. До неї увійшли сільські громади: Болехівців, Верхніх Гаїв, Нижніх Гаїв, Нойдорф, Почаєвичів, Раневичів.

## Населення

### Мова
Розподіл населення за рідною мовою за даними перепису 2001 року:
| Мова       | Кількість | Відсоток |
| ---------- | --------- | -------- |
| українська | 987       | 99.6%    |
| російська  | 2         | 0.2%     |
| білоруська | 1         | 0.1%     |
| румунська  | 1         | 0.1%     |
| Усього     | 991       | 100%     |

## Церква Св. Арх. Михайла 1905
У селі знаходиться дерев'яна церква Св. Арх. Михайла 1905.

## Відомі уродженці
- Ярослав Кішко (1931—1999) — доктор біологічних наук, академік Академії технологічних наук, професор, похований у Києві;
- Ярослав Данилів — художник, графік та сценограф, член Національної Спілки художників України.